# ويليام ل كلايتون
ويليام ل كلايتون (بالإنجليزية: William L. Clayton) (و. 1880 – 1966 م) هو رائد أعمال، وموظف مدني من الولايات المتحدة الأمريكية ولد في توبيلو.

## روابط خارجية
- ويليام ل كلايتون على موقع مونزينجر (الألمانية)